# 紐波特鎮區 (北卡羅萊納州加特利縣)
紐波特鎮區（英語：Newport Township）是位於美國北卡羅萊納州加特利縣的一個鎮區。

## 地方資料
紐波特鎮區的面積為163.42平方千米，當中陸地面積為163.26平方千米，而水域面積為0.16平方千米。根據2020年美國人口普查的數據，當地共有人口9631人，而人口密度為每平方千米58.93人。